# Liceum Ogólnokształcące Zakonu Pijarów im. Stanisława Konarskiego w Krakowie
Liceum Ogólnokształcące Zakonu Pijarów – jedno z liceów ogólnokształcących w Krakowie, prowadzone przez zakon pijarów od 1909 roku. Jest to szkoła prywatna, posiadająca uprawnienia szkoły publicznej. W liceum kontynuowana jest tradycja szkolnictwa pijarskiego w Polsce oraz na świecie, w tym – tradycje pierwszej w Europie nowożytnej szkoły powszechnej założonej przez hiszpańskiego księdza Józefa Kalasancjusza w Rzymie w 1597.

## Historia
W 1909 roku przy ul. Pijarskiej 2 w Krakowie powstało Gimnazjum Rozwojowe im. ks. Stanisława Konarskiego. Wtedy to zakon zakupił od zakonu dominikanów ziemię w Rakowicach pod Krakowem, gdzie wzniesiono budynek szkoły i w 1912 oddano do użytkowania. W czasie I wojny światowej budynek został zarekwirowany przez armię austro-węgierską i zmieniony w szpital wojskowy, a następnie – szkołę dla inwalidów wojennych. Po jego odzyskaniu w roku 1919 liceum wznowiło działalność, a w 1920 szkoła otrzymała uprawnienia szkół państwowych, w tym możliwość przeprowadzania egzaminu dojrzałości. Podczas II wojny światowej budynek szkoły został ponownie zarekwirowany, przez jednostki armii niemieckiej. Szkoła, pobliskie koszary lotnicze oraz lotnisko wojskowe w Rakowicach zostały zajęte przez niemiecką Luftwaffe. Wyposażenie dydaktyczne, pomoce szkolne, biblioteka zostały zrabowane lub zniszczone. Budynek został przystosowany do funkcji potrzebnych okupantom. W styczniu 1945 wycofujący się Niemcy wysadzili hangary i budynki na lotnisku oraz podpalili budynek szkoły, który płonął przez całą dobę.
Zakon pijarów odzyskał szkołę po zakończeniu okupacji, wyremontował ją, przywrócił w nim naukę w 1947. Jednak wkrótce potem – w 1951 – budynek został zarekwirowany przez jednostki wojska radzieckiego, a następnie przez Ludowe Wojsko Polskie. Pijarzy kontynuowali działalność szkolną w budynkach przy ul. Pijarskiej i przy ul. Czapskich w Krakowie. Zakon odzyskał swoją własność po zmianach ustrojowych w Polsce w 1989 r. Po ośmiu miesiącach gruntownego remontu szkoła wznowiła działalność edukacyjną w Rakowicach przy ul. Akacjowej 5 w roku szkolnym 1990/91. Od tego roku szkolnego w szkole, dotychczas męskiej, wprowadzono nauczanie koedukacyjne.
W szkole wprowadzono nowy program nauczania, polegający na nauczaniu przez pierwsze dwa lata programu podstawowego, a następnie przez kolejne dwa lata programu kierunkującego pod przyszłe studia.

## Galeria

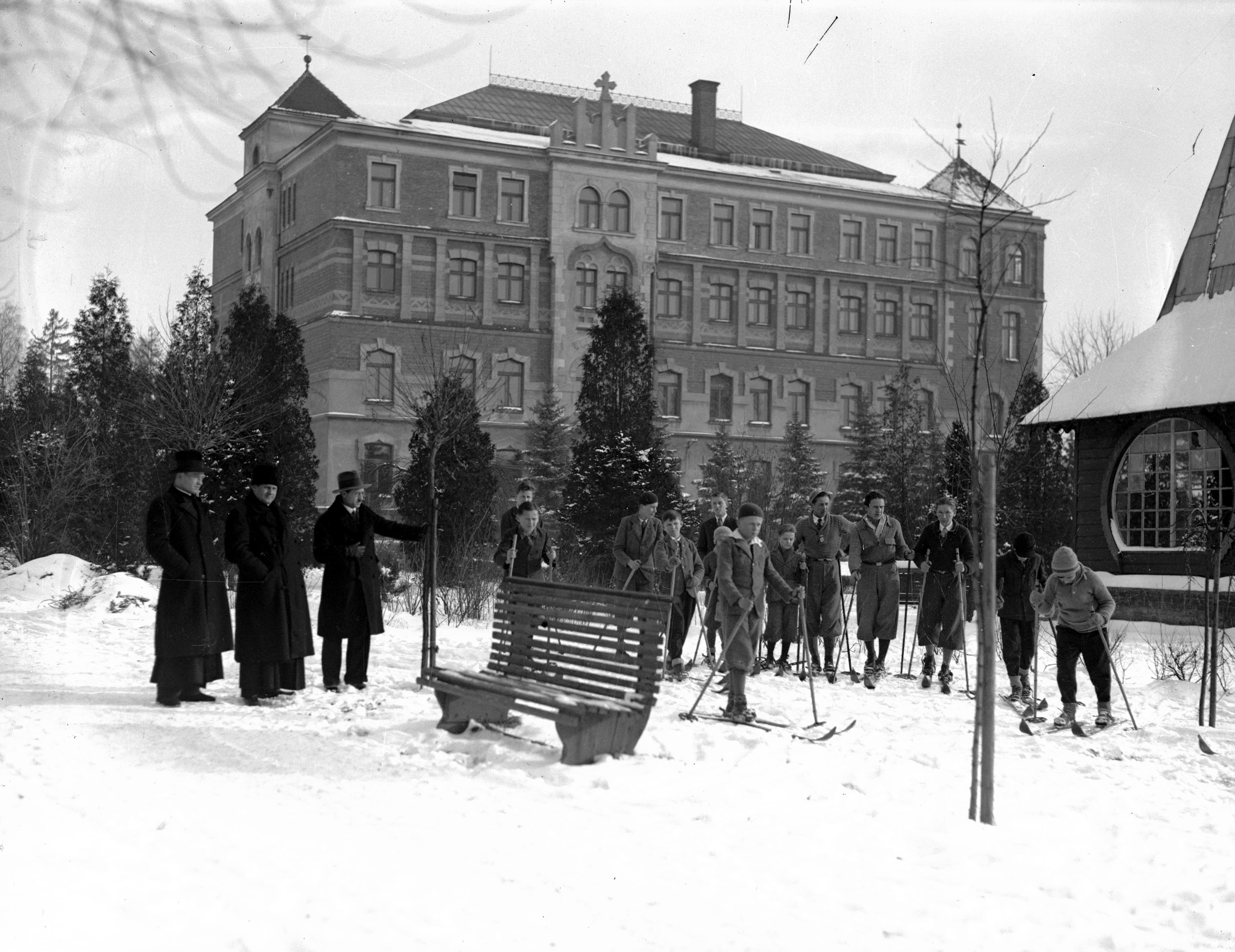
Grupa uczniów na nartach przed budynkiem szkoły (1933)